# BAFTA de melhor estreia de roteirista, diretor ou produtor britânicos
O BAFTA de Melhor Estreia Britânica (no original, em inglês: BAFTA Award for Outstanding Debut by a British Writer, Director or Producer) é um dos prêmios concebidos anualmente na cerimônia, que reconhece o trabalho de cineastas, produtores cinematográficos e roteiristas.